# إسماعيل بن مسلم المكي
إسماعيل بن مسلم المكي أبو إسحاق وقيل أبو ربيعة الأزدي مولاهم البصري المكي الفقيه. يرى جمهور العلماء أنه بصري سكن مكة. كنيته:أبو إسحاق، واسمه: إسماعيل بن مسلم، يعرف بـ أبي مسلم المكي، نسب إليها لكثرة التوجه إليها بالحج والمجاورة لا لأنه منها قاله ابن معين.
ويكنى أبا إسحاق. قال ابن سعد: أخبرنا محمد بن عبد الله الأنصاري قال: كان إسماعيل بن مسلم بصريا ولكنه نزل مكة سنين فتعرف بذلك فلما رجع إلى البصرة قيل له: المكي، وكان له رأي وفتوى وبصر وحفظ للحديث وغيره وكان الناس عليه وعلى عثمان البتي، وكان مجلس إسماعيل ويونس بن عبيد واحدا فكنت أجيء فأجلس إليهما فأكتب على إسماعيل وأدع يونس لنباهة إسماعيل عند الناس لما كان شهر به من الفتوى.

## روايته
إسماعيل بن مسلم أبو ربيعة، يعرف بالمكي وهو من أهل البصرة سكن مكة وحدث بها عن الحسن البصري ومحمد بن سيرين وابن شهاب الزهري وقتادة روى عنه الأعمش وسفيان الثوري وشريك بن عبد الله النخعي ويزيد بن هارون ومحمد بن يزيد الواسطيان وعبد الرحمن المحاربي وغيرهم.
قال في الكامل: أخبرنا محمد بن عبيد الله بن فضيل قال قال نوح بن حبيب: إسماعيل بن مسلم ثلاثة إسماعيل بن مسلم العبدي وإسماعيل بن مسلم المخزومي .
وقال عمرو بن علي إسماعيل المكي إسماعيل بن مسلم يحدث عنه أهل الكوفة الأعمش وإسماعيل بن أبي خالد وحفص بن الصالح وأبو معاوية وشريك وجماعة كان ضعيفا في الحديث يهم فيه وكان صدوقا يكثر الغلط يحدث عنه من لا ينظر في الرجال. وعن البخاري حدثني هلال بن بشر قال مات إسماعيل بن مسلم المكي أبو إسحاق مولى بني حدير من الأزد بعد الهزيمة بقليل وهو بصري كان أبوه يتجر ويكري إلى مكة فنسب إليه. وإسماعيل بن مسلم المكي يضعف في الحديث من قبل حفظه. قال في التقريب إسماعيل بن مسلم المكي أبو إسحاق كان من البصرة ثم سكن مكة وكان فقيها ضعيف الحديث من الخامسة (وإسماعيل بن مسلم العبدي البصري قال وكيع هو ثقة ويروي عن الحسن أيضا) أي: كما يروي عنه إسماعيل بن مسلم المكي. قال في التقريب إسماعيل بن مسلم العبدي أبو محمد البصري القاضي ثقة من السادسة.

## مكانته العلمية
يعد إسماعيل بن مسلم المكي من فقهاء البصرة، وكان صاحب رأي في فروع الفقه، كما أنه اشتهر بالفتوى، وكان له بصر وحفظ للحديث وغيره. قال ابن سعد: أخبرنا محمد بن عبد الله الأنصاري قال: كان إسماعيل بن مسلم بصريا ولكنه نزل مكة سنين فتعرف بذلك فلما رجع إلى البصرة قيل له: المكي، وكان له رأي وفتوى وبصر وحفظ للحديث وغيره، وكان الناس عليه وعلى عثمان البتي، وكان مجلس إسماعيل ويونس بن عبيد واحدا فكنت أجيء فأجلس إليهما فأكتب على إسماعيل وأدع يونس لنباهة إسماعيل عند الناس لما كان شهر به من الفتوى.